# Hand
För andra betydelser, se Hand (olika betydelser).
Hand (latin: manus; uttalas [mánnus]) är i människans kropp den övre extremitetens ändorgan. Handen ledar mot underarmen (antebrachium) i handleden (art. radiocarpea). På handen finns fem fingrar (digiti manus): Tumme (pollex), pekfinger (index), långfinger (digitus medius), ringfinger (digitus anularis) och lillfinger (digitus minimus). Tummens särställning gör att handen kan användas som griporgan. Handen fungerar även som ett känselorgan.

## Anatomi

### Skelett

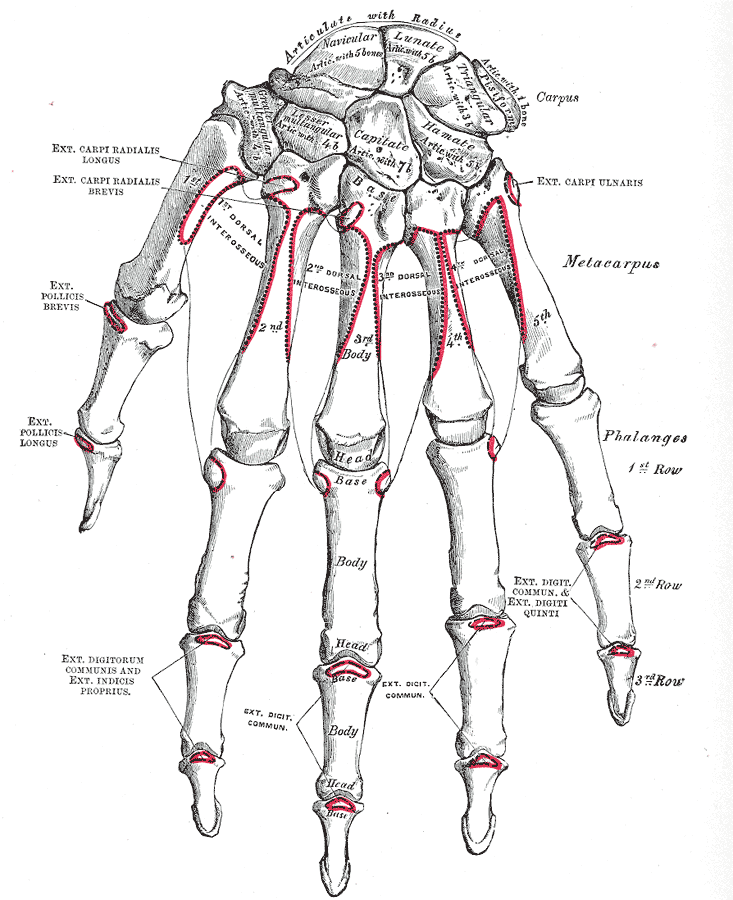
Handens skelett.

I den övre extremitetens skelett är handen den kroppsdel som har mest komplicerad struktur. Dess många små ben kan uppdelas i en serie segment: handloven (carpus), mellanhanden (metacarpus) och fingrarna (digiti manus).
Handen innehåller 27 ben. I handloven finns åtta små ben som kan uppdelas i en övre (proximal) och en nedre (distal) rad. Den förra ledar mot underarmens ben (i första hand strålbenet (radius) men även indirekt mot armbågsbenet (ulna)) och den senare mot mellanhandens ben. 
Dessa åtta små ben är namngivna:
- os scaphoideum, os lunatum, os trigetrum, os pisiforme, vilka utgör den nedersta raden, närmast ulna och radius. Ovanpå denna benrad finns os hamatum, os capitatum, os trapezideum, os trapezium.

### Muskler
De muskler som verkar på handens leder sitter till stor del högt upp i underarmen (antebrachium). På underarmens baksida (posterior) sitter de muskler som sträcker ut (extenderar) fingrarna och på armens framsida (anterior) de muskler som böjer (flexerar) fingrarna. Dessa muskler har långa senor som leder ut i handen och fingrarna där de fäster distalt om lederna.
I själva handen finns de muskler som för isär (abducerar) och ihop (adducerar) fingrarna samt de som för ihop tummen med de fyra ulnara fingrarna (opposition).

### Evolution och variation

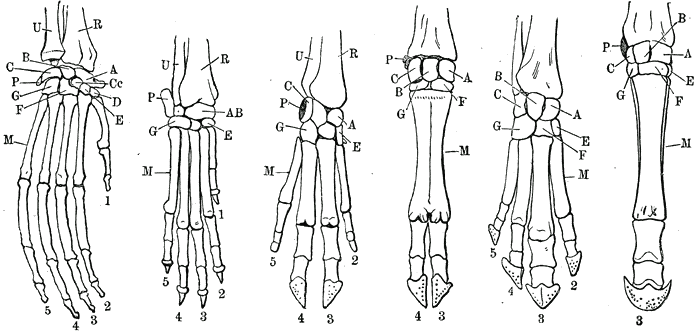
Främre extremitetens ändorgan hos orangutang, hund, svin, ko, tapir och häst.

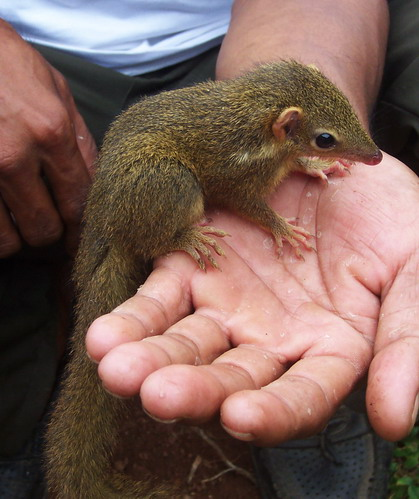
"Händer" hos en javanesisk spetsekorre Tupaia javanica och en människas dito.

Människans hand har bevarat de för djurriket ursprungliga fem fingrarna (pendaktylism). Hos andra, yngre arter har specialisering gjort att flera fingrar tillbakabildats.
Typiskt för människohanden är tummens placering som medger tummens oppositionrörelse mot de ulnara fingrarna. Unikt för människan är handens representation i hjärnbarken, vilket medger mycket stor förmåga att med stor kraft och fingerfärdighet greppa och manipulera objekt.

## Handen i konst och kultur

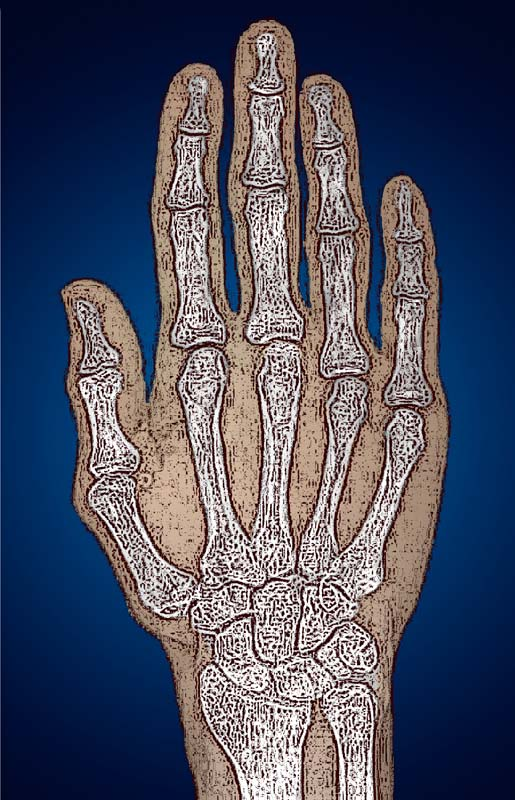
"Hand" (Heikenwaelder Hugo)

Handens stora representation i hjärnan gör att mycket små rörelser i handen tillskrivs stor betydelse inom till exempel dans. Samtidigt gör handens stora rörelsefrihet att dessa små åtbörder kan tillskrivas vitt skilda betydelser
Handen utgör människokroppens främsta redskap och som sådant har det stor betydelse även som kommunikationsredskap — från polisens och militärens tydliga ordergivning till teckenspråkets variationsrikedom.

### Handen i svenska språket
"Hand" får ofta en metaforisk betydelse, som när man säger "Jag ska ta hand om detta" eller "Det är genom Guds hand som det och det har inträffat". Att "be om någons hand" eller försöka "Vinna någons hand" är detsamma som att fria. Jämför manus (romersk rätt).